# Lady and the Tramp (2019)
Lady and the Tramp (bra/prt: A Dama e o Vagabundo) é um filme de romance americano, dirigido por Charlie Bean, a partir de um roteiro de Andrew Bujalski e Kari Granlund. O filme é uma adaptação em live-action do filme de animação de Walt Disney, de 1955, baseado na história da revista Cosmopolitan de "Happy Dan, The Cynical Dog", de Ward Greene. O filme foi lançado exclusivamente em 12 de novembro de 2019 no Disney +, tornando-o o primeiro remake a não receber um lançamento no cinema.
O filme é estrelado por Tessa Thompson e Justin Theroux como as vozes dos personagens principais com Kiersey Clemons, Thomas Mann, Yvette Nicole Brown, Ken Jeong, F. Murray Abraham, Adrian Martinez e Arturo Castro em outros papéis. Sam Elliott, Ashley Jensen, Benedict Wong e Janelle Monáe também preenchem o restante do elenco. O filme foi dedicado a Chris Reccardi, um artista de storyboard que morreu em 2 de maio de 2019 de um ataque cardíaco.

## Sinopse
A Dama e o Vagabundo conta a história de uma cocker spaniel americana de classe média alta, chamada Lady, (Tessa Thompson), que conhece um Schnauzer vira-lata do centro da cidade chamado Vagabundo, (Justin Theroux), e os dois embarcam em muitos encontros românticos e aventuras, incluindo aquela cena icónica de beijo de espaguete.

## Elenco
- Kiersey Clemons como Darling Dear
- Thomas Mann como Jim Dear
- Yvette Nicole Brown como Tia Sarah, tia do Jim
- Adrian Martinez como Elliot, um caçador de cães
- Arturo Castro como Marco
- F. Murray Abraham
- Ken Jeong

### Vozes
- Tessa Thompson como Dama, uma cocker spaniel americana
- Justin Theroux como Vagabundo, uma mistura de Schnauzer
- Sam Elliott como Trusty, um Cão de Santo Humberto
- Ashley Jensen como Jackie, um Terrier escocês. O personagem é uma versão trocada por gênero do personagem Joca do filme original.
- Janelle Monáe como Peg, um pequinês
- Benedict Wong como Bull, um Buldogue

Novas versões dos gatos siameses também devem aparecer no filme, embora os personagens não sejam retratados como chineses devido à percepção de estereótipos raciais.

## Produção

### Desenvolvimento
Em 8 de fevereiro de 2018, foi anunciado que a Walt Disney Pictures estava desenvolvendo uma adaptação em live-action do filme de animação de 1955, A Dama e o Vagabundo. Especulava-se que o filme fosse estrear num serviço de streaming que não tinha nome, que estava programado para ser lançado no outono de 2019. Em 19 de março de 2018, foi anunciado que o filme seria dirigido por Charlie Bean a partir de um roteiro de Andrew Bujalski com Brigham Taylor atuando como produtor.

### Elenco
Em julho de 2018, foi anunciado que Ashley Jensen, Justin Theroux e Sam Elliott foram escalados para os papéis de voz de Jackie, Vagabundo e Trusty, respectivamente. Além disso, foi relatado que Kiersey Clemons estava em negociações para o papel de Darling, o dono humano de Dama. Em agosto de 2018, foi relatado que Tessa Thompson e Benedict Wong foram escalados para os papéis de voz de Dama e Bull, respectivamente, e que Thomas Mann foi escalado para o papel de Jim Dear, de ação ao vivo. Em setembro de 2018, foi anunciado que Yvette Nicole Brown e Adrian Martinez haviam sido escolhidos para os papéis de tia Sarah e do caçador de cães Elliot, respectivamente. Em outubro de 2018, foi anunciado que Arturo Castro havia sido escalado para o papel de Marco ao vivo e que Janelle Monáe foi escalado para o papel de Peg.
A produção utilizou cães reais para retratar os personagens titulares do filme com um cachorro chamado Rose, retratando Dama no filme. Cerca de três meses antes do início das filmagens, os animais começaram o treinamento para o filme. Vagabundo é fisicamente retratado por Monte, um cão de resgate, enquanto Jackie foi renomeado para Jock pouco antes do início das filmagens.

### Filmagens
A dublagem para o filme estava programado para começar em julho de 2018. Os locais foram definidos para incluir a Johnson Square e a Wright Square . As filmagens em um estúdio de som interno ocorreram até dezembro de 2018.

### Música
O filme contará com uma nova versão de "The Siamese Cat Song", interpretada por Janelle Monáe. A música será reescrita por Nate "Rocket" Wonder, Roman GianArthur e Monáe, devido às suas conotações racistas percebidas nos dias de hoje e para se encaixar nas representações dos personagens no filme. Monáe também apresentará duas novas músicas para o filme. Em 23 de agosto de 2019, Joseph Trapanese estava compondo a trilha sonora do filme.

## Lançamento
Foi lançado em 12 de novembro de 2019, exclusivamente no Disney + .